# Hipostezka

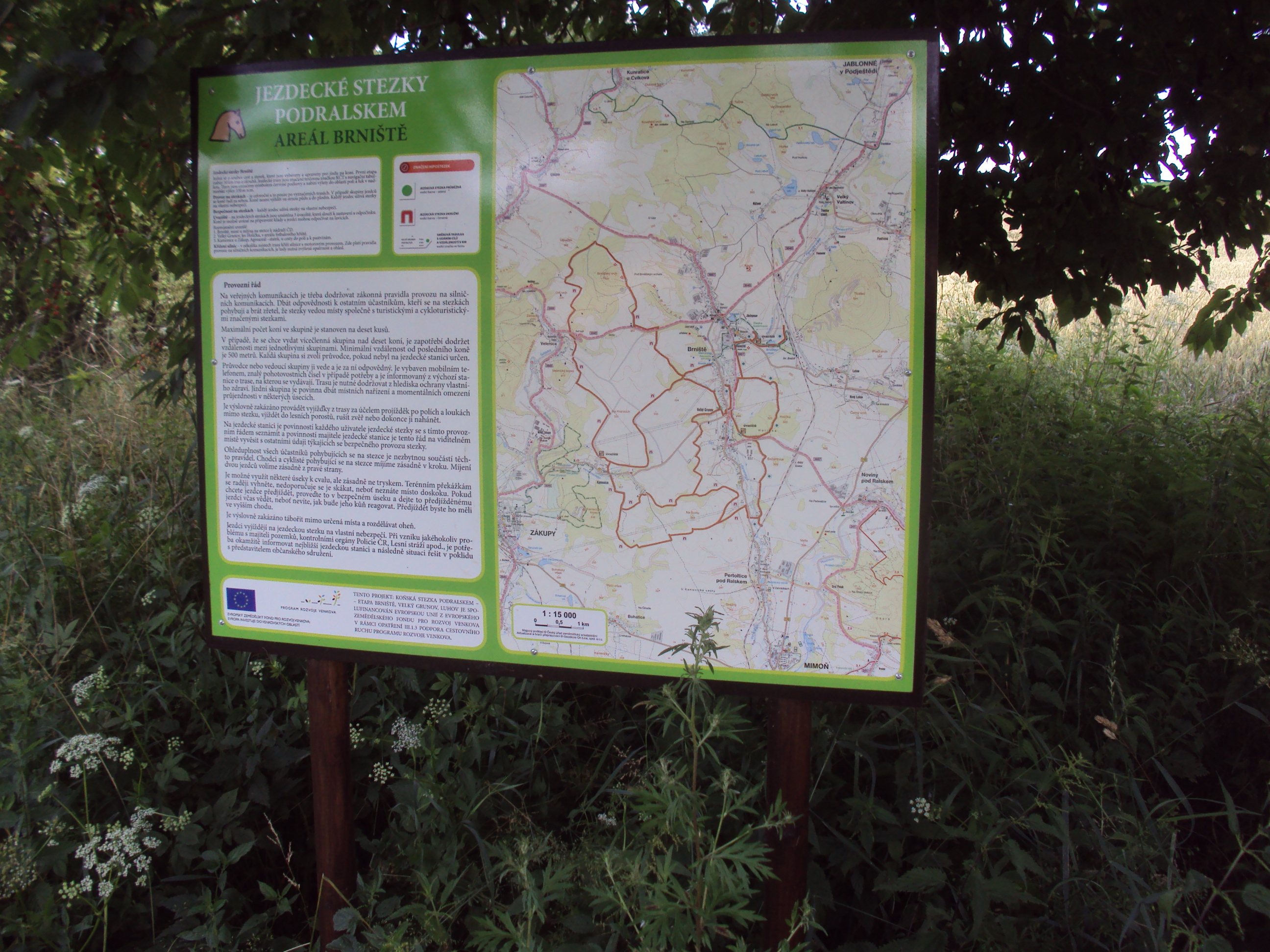
Jezdecká stezka Podralskem, zastavení u Kamenice

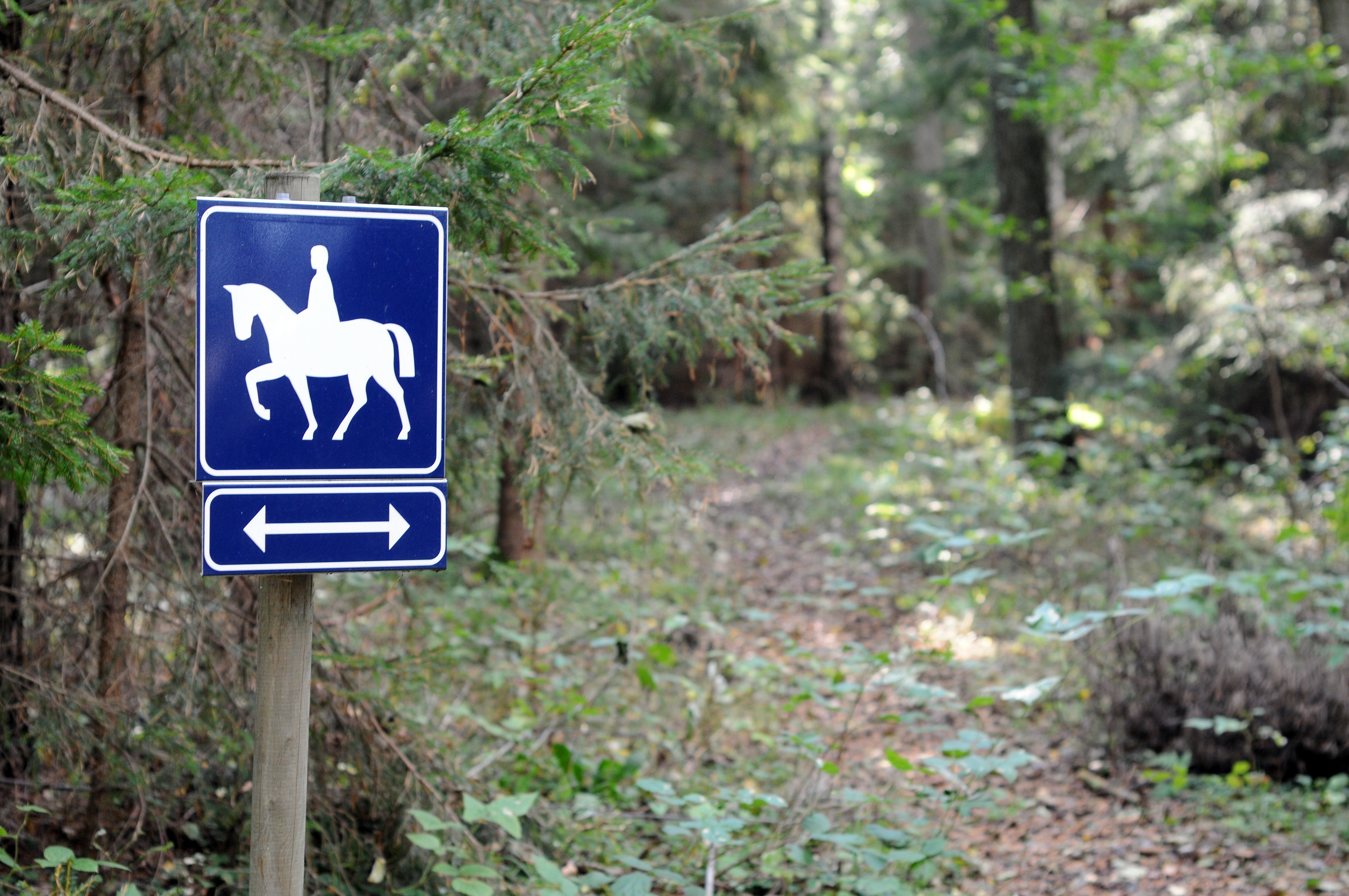
Označení hippostezek ve Švédsku

Hipostezka (též jezdecká stezka, stezka pro jezdce na koních) je turistická stezka zaměřená na hipoturistiku. Jinými slovy hipostezka je mimořádně vhodná pro cestování na koni, podobně jako je například cyklotrasa vhodná pro cestování na jízdním kole. Doprovodné služby jsou poskytovány v koňských stanicích.
Hipoturistika (též jezdecká turistika) je druh turistiky, kdy turista převážně cestuje na koni, výjimečně též na oslu nebo na hybridech mule a mezkovi. Osoba provozující hipoturistiku se nazývá jezdec (výraz hipoturista se nevyskytuje). Jezdec může mít s sebou i další zvířata jako soumary.
Cíl hipoturistiky spočívá v „kochání se krajinou“. Při hipoturistice jezdec, na rozdíl od jezdectví, neusiluje o dosažení mimořádných sportovních výkonů.

## Vhodnost volby
Optimalizace návrhu hipostezky tkví především:
- Povrch a šířka stezky vyhovuje koňům.
- Povrch je zpevněný, takže jej koně kopyty nepoškozují.
- Na trase se nacházejí úvaziště, koňské stanice a další zázemí.
- Vedení trasy snižuje riziko střetu s podněty, které plaší koně.
- Provoz na hipostezce může mít speciální pravidla (např. zákaz vstupu se psy).

## Hipostezky v Česku
Hipostezky jsou v Česku rozmístěny velmi nerovnoměrně. Hipostezky přirozeně prochází především řidčeji osídlenými venkovskými regiony. Nejhustší síť hipostezek s nejvíce službami se nachází v Jihočeském kraji.

### Značení
V Česku jsou značeny volně přístupné veřejné hipostezky a privátní okruhy pro platící klientelu. Značení veřejných hipostezek provádí také Klub českých turistů.
Značení je umisťováno v doporučené výšce 1,8 metru nad zemí. Průběžné značky mají tvar čtverce se stranou 10 cm. Při změně směru stezky se značka doplňuje o šipku. Ve čtverci je vyneseno barevné kolečko o průměru 6 cm (veřejné hipostezky) nebo schematicky znázorněna podkova (privátní hipostezky).

### Právní úprava
Na rozdíl od mnoha zemí nejsou v Česku možnosti jízdy na koni na veřejných prostranstvích drasticky zákonem omezeny.[zdroj?]